# Francesc Ferrer i Guàrdia

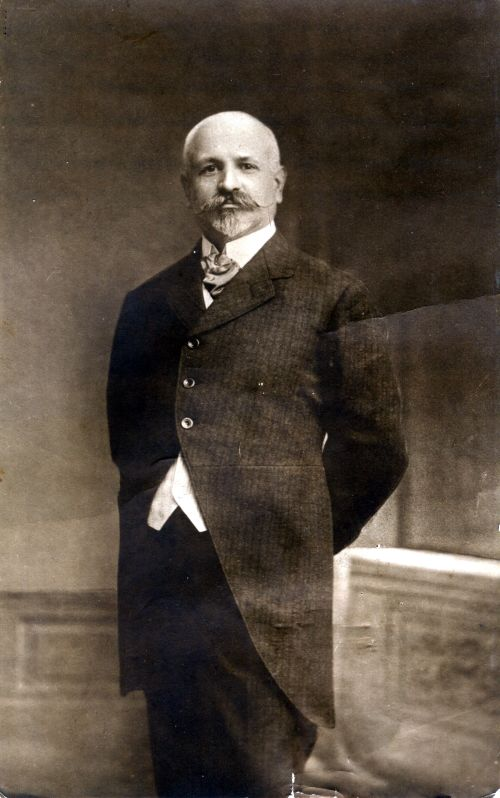
Francesc Ferrer i Guardia

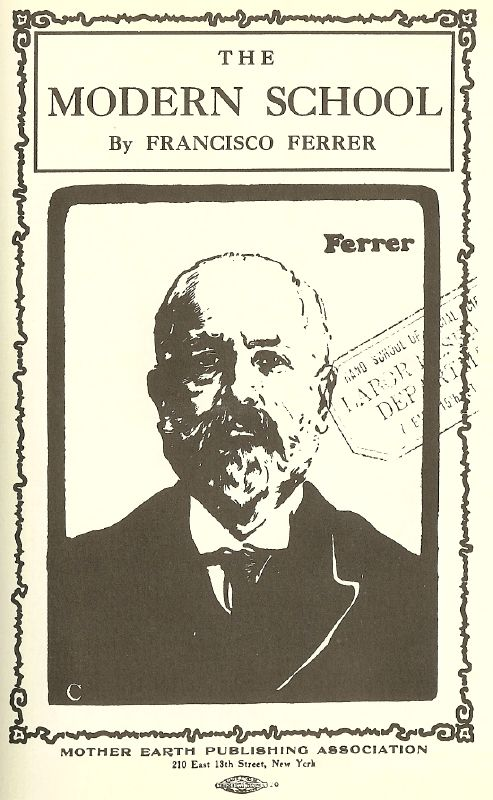
„Die Moderne Schule“ ins Englische übersetzt von Voltairine de Cleyre (1901)

Francesc Ferrer i Guàrdia (* 14. Januar 1859 in Alella bei Barcelona; † 13. Oktober 1909 in Barcelona) war ein libertärer spanischer Pädagoge.

## Leben
Francesc Ferrer i Guàrdia stammte aus einer streng katholischen Familie. Während seiner Buchhalterlehre kam er mit sozialistischen und libertären Ideen in Berührung. Hiernach entwickelte er sich zum Gegner der Religion und trat der Freimaurerloge Veritat (katalanisch) bzw. Verdad (kastilisch) in Barcelona bei. Als Unterstützer des gescheiterten Versuchs Ruiz Zorrillas, die Republik auszurufen, musste er 1885 nach Paris flüchten. In seinem 15 Jahre währenden Exil verdiente er sich seinen Lebensunterhalt als Spanischlehrer und unterhielt Kontakte zu den Akteuren des französischen Anarchismus.
Unter seinen Schülern befand sich auch eine alte Dame, die er von seinen Ideen überzeugte. Mit dem Erbe, das sie ihm hinterließ, kehrte er 1901 nach Spanien zurück. Dort eröffnete er eine Reformschule, die Escuela Moderna. Aufgrund seiner (insbesondere für die damalige Zeit) radikalen, am Anarchismus orientierten reformpädagogischen Konzepte war er heftigen Anfeindungen ausgesetzt. 1906 wurde er unter dem Verdacht, in ein Attentat auf König Alfons XIII. verwickelt zu sein, verhaftet und über ein Jahr lang festgehalten. Gewisse Kreise der Kirche hatten die Aburteilung vor einem Kriegsgericht gefordert, aber die spanische Regierung entschied sich aus politischen Gründen dagegen. Die Schule musste daraufhin schließen.
1909 wurde nach anarchistischen Aufständen in Barcelona („die tragische Woche“) das Kriegsrecht ausgerufen. Ferrer wurde beschuldigt, in die Aufstände verwickelt zu sein. Man stellte ihn vor ein Kriegsgericht, das ihn, ohne dass er sich verteidigen oder Zeugen zu seiner Verteidigung aufrufen durfte, ohne jegliche Beweise zum Tode verurteilte, was auf der ganzen Welt Entrüstung hervorrief. Die allgemeine Hoffnung, König Alfons XIII. werde das Todesurteil nicht unterschreiben, erfüllte sich nicht.
Am Tag seiner Hinrichtung brachte man ihn in eine Zelle, die als Kapelle eingerichtet war und wo katholische Priester ihm geistlichen Beistand leisten wollten, was er aber energisch ablehnte. Im Castell de Montjuïc wurde er hingerichtet. Bevor er stehend erschossen wurde, ging sein letzter Gruß an seine Schule:

«¡Soy inocente! ¡Viva la Escuela Moderna!»

„Ich bin unschuldig. Es lebe die moderne Schule!“

Nach seinem Tod wurden Ferrers Ideen u. a. in den USA aufgegriffen. Mehrere an der Escuela Moderna orientierte Schulen entstanden (Modern Schools oder Ferrer Schools genannt), die erste 1911 in New York City. In der Schweiz existierte von 1910 bis 1919 die Ecole Ferrer de Lausanne.
Er fand seine letzte Ruhe im Bergfriedhof Cementiri de Montjuïc von Barcelona.
Als Reaktion auf seine Ermordung versammelten sich 15.000 Menschen vor der spanischen Botschaft in Paris und stürmten sie. Aktivisten ließen eine schwarze Flagge von der großen Kathedrale in Mailand hängen und Ferrer erschien auf der Titelseite der New York Times. In den kommenden Jahrzehnten wurden zahlreichen Straßen und Plätze, vor allem in Italien und Frankreich, nach ihm benannt.